# Kleine suite over volksliederen
Kleine suite over volksliederen is een compositie voor harmonieorkest of fanfare van de Nederlandse componist Henk van Lijnschooten. De compositie is in de eerste plaats bedoeld voor jeugdorkesten of beginnende orkesten. 